# کریس گراسی
کریس گراسی (انگلیسی: Chris Grassie؛ زادهٔ ۲۱ سپتامبر ۱۹۷۸) بازیکن فوتبال اهل بریتانیا است.